# Zeiskam
Zeiskam est une municipalité de la Verbandsgemeinde Bellheim, dans l'arrondissement de Germersheim, en Rhénanie-Palatinat, dans l'ouest de l'Allemagne.

## Personnalités liées à la commune
- Jacob François Marola général de cavalerie sous Napoléon.

## Références

Localisation de Zeiskam dans la Verbandsgemeide et dans l'arrondissement